# La Móngia
Lamontgie és un municipi francès situat al departament del Puèi Domat i a la regió d'Alvèrnia-Roine-Alps. L'any 2007 tenia 546 habitants.

## Demografia

### Població
El 2007 la població de fet de Lamontgie era de 546 persones. Hi havia 216 famílies de les quals 52 eren unipersonals (16 homes vivint sols i 36 dones vivint soles), 72 parelles sense fills, 68 parelles amb fills i 24 famílies monoparentals amb fills.
La població ha evolucionat segons el següent gràfic:
Habitants censats

### Habitatges
El 2007 hi havia 328 habitatges, 222 eren l'habitatge principal de la família, 52 eren segones residències i 55 estaven desocupats. 308 eren cases i 20 eren apartaments. Dels 222 habitatges principals, 180 estaven ocupats pels seus propietaris, 37 estaven llogats i ocupats pels llogaters i 5 estaven cedits a títol gratuït; 1 tenia una cambra, 11 en tenien dues, 32 en tenien tres, 82 en tenien quatre i 96 en tenien cinc o més. 146 habitatges disposaven pel capbaix d'una plaça de pàrquing. A 83 habitatges hi havia un automòbil i a 113 n'hi havia dos o més.

### Piràmide de població
La piràmide de població per edats i sexe el 2009 era:
| Homes | Edats   | Dones |
| ----- | ------- | ----- |
| 0     | 95 o +  | 0     |
| 0     | 90 a 94 | 4     |
| 0     | 85 a 89 | 20    |
| 8     | 80 a 84 | 4     |
| 0     | 75 a 79 | 16    |
| 12    | 70 a 74 | 12    |
| 12    | 65 a 69 | 20    |
| 8     | 60 a 64 | 0     |
| 12    | 55 a 59 | 8     |
| 12    | 50 a 54 | 8     |
| 24    | 45 a 49 | 4     |
| 28    | 40 a 44 | 24    |
| 16    | 35 a 39 | 40    |
| 28    | 30 a 34 | 16    |
| 4     | 25 a 29 | 20    |
| 8     | 20 a 24 | 0     |
| 24    | 15 a 19 | 12    |
| 12    | 10 a 14 | 20    |
| 20    | 5 a 9   | 20    |
| 16    | 0 a 4   | 8     |

## Economia
El 2007 la població en edat de treballar era de 347 persones, 258 eren actives i 89 eren inactives. De les 258 persones actives 226 estaven ocupades (129 homes i 97 dones) i 32 estaven aturades (13 homes i 19 dones). De les 89 persones inactives 20 estaven jubilades, 29 estaven estudiant i 40 estaven classificades com a «altres inactius».

### Ingressos
El 2009 a Lamontgie hi havia 238 unitats fiscals que integraven 594,5 persones, la mediana anual d'ingressos fiscals per persona era de 16.321 €.

### Activitats econòmiques
Dels 13 establiments que hi havia el 2007, 1 era d'una empresa alimentària, 3 d'empreses de construcció, 3 d'empreses de comerç i reparació d'automòbils, 2 d'empreses de transport, 1 d'una empresa financera, 2 d'empreses de serveis i 1 d'una empresa classificada com a «altres activitats de serveis».
Dels 5 establiments de servei als particulars que hi havia el 2009, 1 era una oficina de correu, 1 paleta, 1 fusteria, 1 lampisteria i 1 perruqueria.
Dels 2 establiments comercials que hi havia el 2009, 1 era una botiga de menys de 120 m² i 1 una fleca.
L'any 2000 a Lamontgie hi havia 8 explotacions agrícoles que ocupaven un total de 352 hectàrees.

## Equipaments sanitaris i escolars
El 2009 hi havia una escola elemental integrada dins d'un grup escolar amb les comunes properes formant una escola dispersa.

## Poblacions més properes
El següent diagrama mostra les poblacions més properes.